# Новое Семенниково
Новое Семенниково — упразднённая деревня в Великоустюгском районе Вологодской области. Входила в состав Парфёновского сельского поселения, с точки зрения административно-территориального деления — в Парфёновский сельсовет. Исключена из учётных данных в 2024 году.

## География
Расстояние по автодороге до районного центра Великого Устюга — 16,5 км, до центра муниципального образования Карасово — 5 км.

## Население
| 2010 |
| ---- |
| 0    |

По данным переписи в 2002 году постоянного населения не было.